# Martin Beyer (Physiker)
Martin K. Beyer (* 29. März 1969 in Ingolstadt) ist ein deutscher Physiker und Hochschullehrer. Seit Oktober 2013 ist er Professor für Experimentelle Nano- und Biophysik an der Universität Innsbruck.

## Leben
Nach dem Abitur im Jahr 1988 am Christoph-Scheiner-Gymnasium in Ingolstadt und dem Grundwehrdienst studierte Beyer ab 1989 Physik an der Technischen Universität München. Das Studium beendete er 1996 mit einer Diplomarbeit über „Stabilität und Reaktivität von Oxo und Peroxorheniumkationen: Untersuchung von Elementarschritten der homogenen Katalyse“.
1998 forschte er für ein Vierteljahr an der University of California, Berkeley, im Jahr darauf wurde er an der TU München in Physikalischer Chemie promoviert (“Structure and Reactivity of Solvated Ions”) und hielt sich bis 2000 als Postdoktorand am Department of Chemistry der University of California auf.
Dann kehrte er als Wissenschaftlicher Mitarbeiter an die TU München zurück, um seine Forschungen über die Stabilität, Reaktivität und Struktur von Clustern im Subnanometerbereich fortzusetzen. Im Jahr darauf habilitierte er sich und erhielt die Lehrbefugnis für Physikalische Chemie.
Nachdem er ab November 2005 als Heisenbergstipendiat am Institut für Chemie der Technischen Universität Berlin forschte, berief ihn die Christian-Albrechts-Universität in Kiel im Oktober 2007 zum Professor am Institut für Physikalische Chemie. Im Oktober 2013 nahm er einen Ruf an das Institut für Ionenphysik und Angewandte Physik der Universität Innsbruck an. Dort lehrt er Experimentelle Nano- und Biophysik und leitet die Arbeitsgruppe Chemische Physik.
Beyer ist verheiratet und Vater eines Sohnes.

## Auszeichnungen
- 2003: Heinz-Maier-Leibnitz-Preis der Deutschen Forschungsgemeinschaft und des Bundesministeriums für Bildung und Forschung[1]